# Vicente Fittipaldi
Vicente Mário Ferrari Fittipaldi (Uruguaiana, 1904 - Recife, 1985) foi um músico e maestro brasileiro.

## Biografia
Nasceu em Uruguaiana e  fez carreira em Recife e de acordo com a Grande Enciclopédia Delta Larousse  produziu obras didáticas e peças para violino, canto,coral e orquestra e foi um dos fundadores da Orquestra Sinfônica do Recife.